# Power to All Our Friends
Chansons représentant le Royaume-Uni au Concours Eurovision de la chanson
Beg, Steal or Borrow
(1972) Long Live Love
(1974)
Power to All Our Friends (« Le pouvoir à tous nos amis ») est une chanson interprétée par le chanteur britannique Cliff Richard pour représenter le Royaume-Uni au Concours Eurovision de la chanson 1973 qui se déroulait à Luxembourg. C'est la deuxième et dernière participation de Cliff Richard au concours, il avait déjà représenté le Royaume-Uni en 1968 avec la chanson Congratulations.
Cliff Richard a également enregistré la chanson en allemand sous le titre de Gut, dass es Freunde gibt (« C'est bien qu'il y a des amis »), en espagnol sous le titre de Todo el poder a los amigos (« Tout le pouvoir aux amis ») et en français sous le titre de Il faut chanter la vie.

## À l'Eurovision
Elle est intégralement interprétée en anglais, une des langues nationales, le choix de langue étant toutefois libre entre 1973 et 1976. L'orchestre est dirigé par David McKay.
Il s'agit de la quinzième chanson interprétée lors de la soirée, après Maxi qui représentait l'Irlande avec Do I Dream (en) et avant Martine Clémenceau qui représentait la France avec Sans toi. À l'issue du vote, elle a obtenu 123 points, se classant 3e sur 17 chansons,.

## Classements

### Classements hebdomadaires
| Classement (1973)                      | Meilleure position |
| -------------------------------------- | ------------------ |
| Allemagne (Media Control AG)           | 4                  |
| Autriche (Ö3 Austria Top 40)           | 7                  |
| Belgique (Flandre Ultratop 50 Singles) | 2                  |
| Norvège (VG-lista)                     | 1                  |
| Pays-Bas (Nederlandse Top 40)          | 1                  |
| Pays-Bas (Single Top 100)              | 1                  |
| Royaume-Uni (UK Singles Chart)         | 4                  |
| Suisse (Schweizer Hitparade)           | 3                  |